# デヴィッド・セルビー
デヴィッド・セルビー（David Lynn Selby、1941年2月5日 - ）は、アメリカ合衆国の俳優。
ウェストバージニア州モーガンタウン出身。ウエストバージニア大学と南イリノイ大学に学ぶ。
ホラーテレビドラマ『ダーク・シャドウズ』にクエンティン・コリンズ役で出演して知られるようになる。その映画版『血の唇2』にも主演したほか、リメイク映画『ダーク・シャドウ』にもカメオ出演している。作家としても活動している。

## 主な出演作品

### 映画
- 血の唇2 Night of Dark Shadows (1971)
- 砂の城・人妻マーガレットの場合 Up the Sandbox (1972)
- U-Turn (1973)
- スーパーコップス The Super Cops (1974)
- ナイトライダー The Night Rider (1979) テレビ映画
- 無邪気な子供たち Rich Kids (1979)
- レイズ・ザ・タイタニック Raise the Titanic (1980)
- ベストフレンズ Rich and Famous (1981)
- 愛の選択 Dying Young (1991)
- わかれ路 Intersection (1994)
- 白い嵐 White Squall (1996)
- D3 マイティ・ダックス 飛べないアヒル3 D3: The Mighty Ducks (1996)
- Soldier of Fortune, Inc. (1997) テレビ映画
- 恋のクリスマス大作戦 Surviving Christmas (2004)
- パラサイト 殺人寄生虫 Larva (2005)
- エンドゲーム 大統領最期の日 End Game (2006)
- ブラックホール 地球吸引 The Black Hole (2006) テレビ映画
- Unknown/アンノウン Unknown (2006)
- 7デイズ Inhale (2010)
- ソーシャル・ネットワーク The Social Network (2010)
- ダーク・シャドウ Dark Shadows (2011)
- ロスト・エモーション Equals (2015)
- 私とあなたのオープンな関係 Newness (2017)

### テレビドラマ
- ダーク・シャドウズ Dark Shadows (1968-1971)
- 権力と陰謀・大統領の密室 Washington: Behind Closed Doors (1977) ミニシリーズ
- フラミンゴ・ロード Flamingo Road (1981-1982)
- ファルコン・クレスト Falcon Crest (1982-1990)
- S.O.F. Soldier of Fortune, Inc. (1997-1999)
- レギオン Legion (2017)

### 声優
- バットマン:ダークナイト・リターンズ Batman: The Dark Knight Returns (2012, 2013)[4]